# Отдел А восточных среднерусских говоров

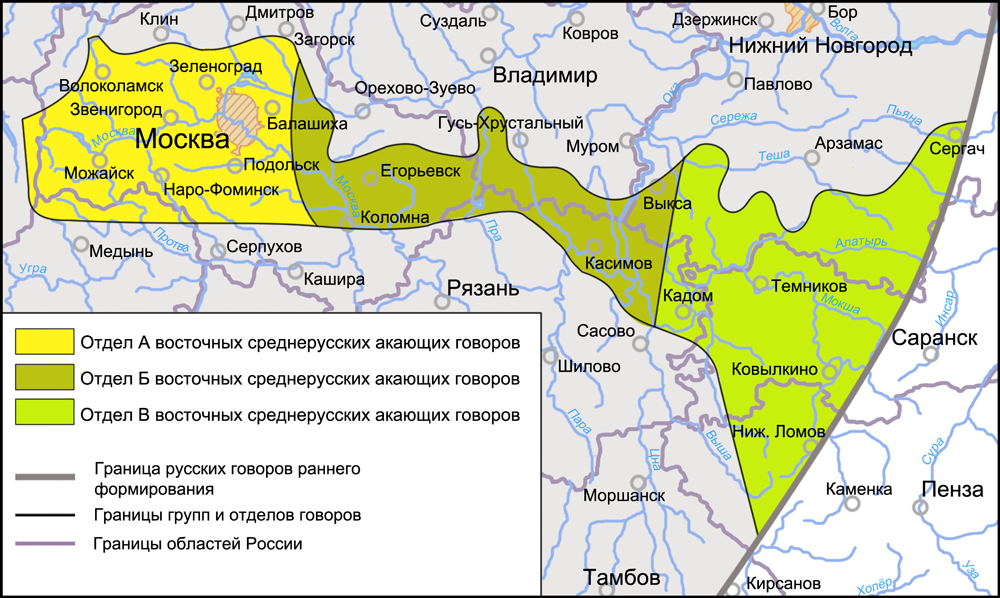
Отдел А на карте восточных среднерусских акающих говоров
На основе данных

Отде́л А восто́чных среднеру́сских го́воров — среднерусские говоры, не образующие самостоятельной группы, распространённые на территории юго-западной и центральной частей Московской области, включая территорию города Москвы. Данные говоры (особенно в северо-восточной части территории отдела) характеризуются наибольшей близостью к русскому литературному языку. Говоры отдела А являются частью более крупного диалектного объединения — восточных среднерусских акающих говоров.

## Вопросы классификации
| Классификация: - Русский язык - Среднерусские говоры - Восточные среднерусские говоры - Восточные среднерусские акающие говоры - Отдел А восточных среднерусских говоров |

Говоры отдела А как обособленная единица диалектного членения впервые появились на диалектологической карте русского языка 1965 года. На карте 1915 года они входили в различные части западной и восточной групп средневеликорусских говоров. Представляющие собой сочетание несовпадающих друг с другом и непоследовательно распространённых ареалов разнородных диалектных черт, восточные среднерусские акающие говоры не могут быть разделены на диалектные величины с ярко выраженными определёнными языковыми комплексами, поэтому в их составе намечаются частные подразделения, именуемые отделами (ниже рангом, чем группы говоров), которые выделяются исключительно в восточных среднерусских акающих говорах и не применяются в членении других диалектных объединений русского языка на карте 1965 года. Говоры запада и центра Московской области выделены в отдел А.
Исторически являясь областью длительных междиалектных контактов говоры отделы А, как и все среднерусские говоры, сочетают в себе различные диалектные черты наречий, групп говоров и диалектных зон. Такая неоднородность языковой характеристики отдела отражена в структурно-типологической классификации Н. Н. Пшеничновой, в которой на третьем уровне выделяется группа говоров Центрального среднерусского диалектного типа (с вкраплениями различных переходных говоров), близкого по территории входящих в них говоров к отделу А, исключая южную часть отдела А, которая отнесена к южнорусскому диалектному типу.

## Область распространения
Говоры отдела А распространены в юго-западной и центральной частях Московской области, а также на небольшой части севера Калужской области. На севере говоры отдела А граничат с говорами Владимирско-Поволжской группы, включая Тверскую подгруппу, на западе с Селигеро-Торжковскими говорами западных среднерусских говоров и Верхне-Днепровской группой говоров южного наречия, на юге с Тульской группой южного наречия и на востоке с говорами отдела Б восточных среднерусских акающих говоров.

## История
Формирование говоров отдела А происходило на территории, где дольше всех сохранялся среди восточных славян балтийский языковой остров — племя голядь, что выделяет отдел А среди других восточных среднерусских акающих говоров, в том числе и отсутствием финно-угорского лексического субстрата и, возможно, фонетического, если рассматривать предположение о финно-угорском происхождении цоканья. Говоры отдела А развивались как часть Ростово-Суздальского диалекта, но в отличие от остальных говоров Ростово-Суздальской земли испытывали сильное влияние других, прежде всего акающих южнорусских диалектов, формирование центра русского государства в Москве способствовало притоку на территорию распространения говоров отдела А носителей разных русских диалектов и образованию по терминологии Р. И. Аванесова среднерусских говоров первичного типа (возникших в результате этнического смешения носителей первоначально различных диалектов, поэтому не имеющих основу и наслоение). Говоры отдела А, прежде всего московские, стали основой формирования русского литературного языка.

## Особенности говоров
Говоры отдела А являются типичными среднерусскими, которые включают в свой состав диалектные черты, порознь характерные обоим наречиям. При этом юго-западные и южные говоры отдела А отличаются близостью к говорам южного наречия и юго-восточной диалектной зоны по сравнению с северной и северо-восточной частями отдела.
Говоры отдела А разделяют все диалектные черты, которые характерны среднерусским говорам в целом, восточным среднерусским говорам, а также восточным среднерусским акающим говорам. Отличием от других восточных среднерусских акающих говоров является распространение в говорах отдела А черт I типа центральной территории, неизвестных в говорах отделов Б и В, а также отсутствие ряда восточных среднерусских диалектных черт в южных говорах отдела А.

### Фонетика
1. Аканье — неразличение гласных неверхнего подъёма в безударных слогах после твёрдых согласных[9][10][11].
2. Умеренное яканье, сочетающееся с элементами иканья[12] (при умеренном яканье гласные [е], [о] и [а] перед твёрдыми согласными совпадают в звуке [а], а перед мягкими в звуке [и], при иканье совпадают только в [и], таким образом возможно произношение как [и], так и [а] перед твёрдыми согласными), а также разновидность умеренного яканья, при которой перед мягкими согласными в соответствии [а] возможно произношение гласного [а]: гл'[а]ди (гляди). Иканье также распространено в части Селигеро-Торжковских говоров и в виде мелких ареалов во многих других среднерусских говорах. Наличие редких случаев еканья[12][13][14].
3. Совпадение гласных [а] и [о] в гласном [ъ] в заударных слогах: на́д[ъ] (надо), до́м[ъ] (дома), из го́р[ъ]да (из города), вы́с[ъ]жу (высажу) и т. д. при отсутствии совпадение этих же гласных в [а] как в юго-восточной диалектной зоне.
4. Произношение словоформ глаголов прошедшего времени муж. рода тряс и запряг с гласным [о] под ударением: т[р’о]с, зап[р’о́]г как в южнорусском наречии.
5. Распространение произношения слова кринка с твёрдым [р]: к[ры́]нка. Подобное произношение известно в Лачских говорах севернорусского наречия.
6. Отсутствие цоканья, характерного для большинства остальных восточных среднерусских акающих говоров[15][16][17].
7. Рассеянное распространение (отсутствует в центральных районах отдела) фонетически закономерного произношения т’ — д’ в соответствии к’ — г’ как в корнях, так и на стыках морфем: [ти́]слой (кислый), [ди́]бел’ (гибель), ру́[ти] (руки), но́[ди] (ноги). Данная черта известна во Владимирско-Поволжской группе говоров[1].

### Морфология и синтаксис
1. Распространение южнорусской формы повелительного наклонения от глагола лечь: [л’аш].
2. Распространение форм родительного пад. ед. числа с окончанием -е у существительных жен. рода, оканчивающихся на -а и c основой на твёрдый согласный в сочетании с предлогом у: у жен[е́], у ма́м'[и] и т. п. Явление характерно для южнорусского наречия, такие формы также распространены в соседних южных говорах Владимирско-Поволжской группы.
3. Совпадение безударных окончаний 3-го лица мн. числа глаголов I и II спряжения как и в южнорусском наречии: пи́ш[ут], но́с'[у]т и т. п.[18]
4. Распространение как и в юго-восточной диалектной зоне ударного гласного [о] во всех личных формах глаголов I спряжения наст. времени: нес'[о́]ш, нес'[о́]т, нес'[о́]м, нес'[о́]те и др.
5. Склонение существительного мышь по типу слов муж. рода: мыш, мыша́, мышу́ и т. д. Данное явление нерегулярно встречается по всей территории распространения русских диалектов[1].

### Лексика
Отсутствие общих для всех восточных среднерусских говоров слов зы́бка (подвешиваемая к потолку колыбель) и о́зимь (всходы ржи).

### Диалектные черты центральной территории
Для говоров отдела А, как и для всех восточных среднерусских акающих говоров, характерно наличие в их языковых комплексах явлений центральной территории, но в отличие от других акающих говоров на территории распространения говоров отдела А известны также черты центра I типа: наличие твёрдой возвратной частицы -с, -са в различных формах глаголов: умо́йу[с] или умо́йу[са], умо́й[са], умы́л[са], умо́йеш[са] и т. п.; распространение долгих мягких шипящих ш’ш’ , ж’ж’: [ш’ш']у́ка, та[ш’ш']у́, во[ж’ж']и́ и т. п.; но при этом распространены как в периферийных говорах парадигмы глаголов с обобщением задненёбных согласных в основе: пе[к]у́, пе[к']о́ш, пе[к']о́те, пе[к]у́т и т. д.

### Южные говоры отдела А
Для говоров отдела А, характеризующихся своей разнородностью, присущи территориальные различия. В южных говорах отдела отсутствует значительное число диалектных явлений, общих для всех восточных среднерусских говоров, преимущественно явлений севернорусского наречия, вместо которых распространены южнорусские черты:
1. Отсутствие результатов выпадения интервокального [j], ассимиляции и стяжения гласных в личных формах глаголов и прилагательных (молод[а́jа], кра́сн[аjа]; зн[аjе]т и т. д.) вместо отсутствия [j] в интервокальном положении и наличия явлений ассимиляции и стяжения в возникающих при этом сочетаниях гласных[20].
2. Распространение форм существительных мн. числа волк, вор в именительном пад. с ударением на окончании: волки́, воры́ вместо форм с ударением на основе: во́лки, во́ры.
3. Распространение форм родительного и винительного пад. ед. числа личных и возвратных местоимений с окончанием -ê: мен[ê], теб[ê], себ[ê] вместо севернорусских форм: мен'[а́], теб'[а́], себ'[а́].
4. Южнорусское окончание -т’ при его наличии в форме 3-го лица глаголов ед. и мн. числа: но́си[т'], но́с’а[т'] вместо твёрдого -т в окончании: но́си[т], но́с’а[т][21].
5. Ударение на основе в личных формах ед. и мн. числа у глаголов II спряжения: со́лиш, со́лит, со́лиш вместо ударения на окончании: соли́ш, соли́т, соли́м и др.

Одной из немногих черт северного наречия, распространённых в южных говорах отдела А является смычно-взрывное образование задненёбной звонкой фонемы [г] и её чередование с [к] в конце слова и слога. Эта общая и одна из наиболее важных для среднерусских говоров черт является также единственной общей севернорусской чертой для всей территории распространения говоров отдела А.
Вместе с тем в южных говорах распространены явления юго-восточной диалектной зоны, встречающиеся и в отделе В восточных среднерусских акающих говоров: произношение с мягким [р'] слова старший: ста́[р']ший; Форма родительного пад. мн. числа с окончанием -ов у существительных жен. рода с окончанием -а, имеющих как твёрдую, так и мягкую основу: ба́бушк[ов], дере́вн'[ов] и т. п.; исключительное распространение слов с суффиксом -ик- в названиях ягод: земл’ан[и́к]а, черн[и́к]а и т. п; исключительное распространение формы именительного пад. мн. числа местоимения 3-го лица с окончанием -и: они́ и др.

## Говор деревни Парфёнки
Деревня Парфёнки расположена в Истринском районе Московской области в западном направлении от Москвы в сторону Волоколамска на расстоянии около 60 км. Говор этой деревни наиболее известен среди говоров отдела А. В 1903 году он был объектом исследования российского лингвиста, члена Московской диалектологической комиссии Н. Н. Дурново. В 60-х гг. фонетико-морфологическое описание этого говора было проведено Т. Г. Паникоровской.

### Фрагмент речи
— Сат д’иржу́. Ф саду́ фс’о йэс’т' — и крыжо́вн’ик, и смаро́д’инъ, и йа́блон’ь, и сл’и́въ, и в’и́шн’ь. Фс’о йэс’т'. (А в этом году есть?) Йэс’т', но ма́лъ. Йа́блыкъф о́ч’ин’ ма́лъ, и в’и́шн’и то́жэ ма́лъ, и сл’и́вы ма́лъ. Ну фс’о йэ́с’т', то́къ помал’э́н’ку. Сморо́д’инъ бал’ша́йь харо́шъйь с’и́л’нъйь, крыжо́вн’ик харо́шый.
— (А цвели весной?) Цв’ил’и́. Оч’ин’ хърашо́ цв’ил’и́. Упа́л цв’эт, нав’э́рнъйь, па хо́лъду… Н’эт, пач’иму́? То́л’къ вот два го́дъ та́к штъ н’эт, плахо́й урожа́й, а то́ о́ч’ин’ харо́шый был урожа́й. Во́т штъ то́къ ф про́шлъм году́, мы но́нч’и, н’и ва́жнъ. А ф про́шлом году́ йа́блок’и бы́л’и харо́шыйь.
— (А погода весной какая была?) Плъха́йь была́ паго́дъ, хало́дныйь в’ирн’э́йь, н’ич’иво́ харо́шъвъ н’э́ былъ.
— (А вот раньше лён сажали?) Л’он с’э́ил’и. Фс’о с’э́ил’и, што пало́жъно, и ъгаро́х, и л’о́н, фс’о с’э́ил’и, как ид’инал’и́чнъ и́л’и сафхо́з’ь, ф калхо́з’ь. Ф калхо́з’ь мы с’э́ил’и, ф съфхо́з’ь н’э с’е́ил’и. Йэд’инал’и́ч’нъ фс’о с’э́ил’и, и ъгаро́х с’э́ил’и, и л’о́н с’э́ил’и, и ро́ш ч’а́к жъ и ав’о́с, ну вапш:'э́ фс’о. То́къ фс’о рука́м’и, фс’о рука́м’и, у на́с н’э́ былъ н’икак’и́х…
— (А как пряли?) Пр’ала́ нагр’э́бн’ь самопр’а́лк’и, пр’ам то́къ на гр’э́бн’ь шъ. (А как устроена?) Устро́йьнъ. Данцо́ да гр’иб’ишо́к стаи́т, и во́т так с’ижу́ и пр’иду́.
Куликова Мария Васильевна (65 лет), год записи: 1970.